# МБ-100
МБ-100 — экспериментальный советский авиадвигатель, выполненный по схеме звезды блоков.
Разработан группой конструкторов под руководством А. М. Добротворского в Особом техническом бюро НКВД в Москве и впоследствии в Казани. Одна из двух попыток построить 24-цилиндровый мотор на базе агрегатов серии М-100 — М-103 — М-105. В отличие от H-образного М-130 разработки А. П. Ро, был X-образным, с двумя коленчатыми валами, с высокой степенью унификации с М-105. Из 1347 деталей МБ-100 735, больше половины, были одинаковы с М-105. На моторе использовался наддув с помощью центробежных нагнетателей с приводом от валов, по конструкции близкий к версии М-105Ф2, на каждый коленчатый вал (и соответственно, два блока цилиндров) имелся собственный независимый нагнетатель.
С 1942 по 1944 год проходил испытания на бомбардировщике Ер-2. Рассматривался вариант установки на Пе-8. Второй опытный экземпляр бомбардировщика ДВБ-102 конструкции В. М. Мясищева переделывался под установку этого мотора.
Разрабатывались также варианты МБ-100Ф и МБ-102, отличающиеся степенью форсирования по сжатию, оборотам и конструкцией нагнетателей.